# Tutin (Serbia)
Tutin (serbocroata cirílico: Тутин) es un municipio y villa de Serbia perteneciente al distrito de Raška.
En 2011 su población era de 31 155 habitantes, de los cuales 10 094 vivían en la villa y el resto en las 92 pedanías del municipio. La gran mayoría de los habitantes del municipio son bosníacos (28 041 habitantes), con minorías de musulmanes (1092 habitantes) y serbios (1090 habitantes).
Se ubica en la región histórica del Sandžak, junto a la frontera con Montenegro.

## Pedanías
| - Arapoviće - Baljen - Batrage - Baćica - Biohane - Blaca - Bovanj - Boroštica - Braćak - Bregovi - Brniševo - Bujkoviće - Velje Polje - Veseniće - Vrapče | - Vrba - Glogovik - Gluhavica - Gnila - Godovo - Gornji Crniš - Gradac - Gujiće - Gurdijelje - Guceviće - Devreč - Delimeđe - Detane - Dobri Dub - Dobrinje | - Dolovo - Draga - Dubovo - Dulebe - Đerekare - Ervenice - Žirče - Župa - Žuče - Zapadni Mojstir - Izrok - Istočni Mojstir - Jablanica - Jarebice - Jezgroviće | - Jeliće - Južni Kočarnik - Kovači - Koniče - Leskova - Lipica - Lukavica - Melaje - Mitrova - Morani - Naboje - Nadumce - Namga - Noćaje - Oraše | - Orlje - Ostrovica - Paljevo - Piskopovce - Plenibabe - Pokrvenik - Pope - Popiće - Potreb - Pružanj - Raduhovce - Raduša - Ramoševo - Reževiće - Ribariće | - Rudnica - Ruđa - Saš - Severni Kočarnik - Smoluća - Starčeviće - Strumce - Suvi Do - Točilovo - Ćulije - Crkvine - Čarovina - Čmanjke - Čukote | - Šaronje - Šipče - Špiljani |

## Clima
| Parámetros climáticos promedio de Tutin | Parámetros climáticos promedio de Tutin | Parámetros climáticos promedio de Tutin | Parámetros climáticos promedio de Tutin | Parámetros climáticos promedio de Tutin | Parámetros climáticos promedio de Tutin | Parámetros climáticos promedio de Tutin | Parámetros climáticos promedio de Tutin | Parámetros climáticos promedio de Tutin | Parámetros climáticos promedio de Tutin | Parámetros climáticos promedio de Tutin | Parámetros climáticos promedio de Tutin | Parámetros climáticos promedio de Tutin | Parámetros climáticos promedio de Tutin |
| Mes                                     | Ene.                                    | Feb.                                    | Mar.                                    | Abr.                                    | May.                                    | Jun.                                    | Jul.                                    | Ago.                                    | Sep.                                    | Oct.                                    | Nov.                                    | Dic.                                    | Anual                                   |
| --------------------------------------- | --------------------------------------- | --------------------------------------- | --------------------------------------- | --------------------------------------- | --------------------------------------- | --------------------------------------- | --------------------------------------- | --------------------------------------- | --------------------------------------- | --------------------------------------- | --------------------------------------- | --------------------------------------- | --------------------------------------- |
| Temp. máx. media (°C)                   | 1.3                                     | 3.8                                     | 8.8                                     | 13.0                                    | 17.7                                    | 21.2                                    | 23.6                                    | 23.8                                    | 20.3                                    | 14.5                                    | 7.2                                     | 2.7                                     | 13.2                                    |
| Temp. media (°C)                        | -1.9                                    | 0.0                                     | 4.4                                     | 8.2                                     | 12.6                                    | 16.0                                    | 18.0                                    | 18.1                                    | 14.8                                    | 9.8                                     | 3.8                                     | -0.2                                    | 8.6                                     |
| Temp. mín. media (°C)                   | -5.1                                    | -3.7                                    | 0.0                                     | 3.4                                     | 7.6                                     | 10.8                                    | 12.5                                    | 12.4                                    | 9.4                                     | 5.2                                     | 0.4                                     | -3.1                                    | 4.2                                     |
| Precipitación total (mm)                | 82                                      | 72                                      | 75                                      | 82                                      | 98                                      | 82                                      | 72                                      | 67                                      | 77                                      | 88                                      | 105                                     | 94                                      | 994                                     |
| Fuente: Climate-Data.org                |                                         |                                         |                                         |                                         |                                         |                                         |                                         |                                         |                                         |                                         |                                         |                                         |                                         |